# کوتیسیانتول
کوتیسیانتول (به انگلیسی: Mutisianthol) با فرمول شیمیایی C۱۵H۲۰O یک ترکیب شیمیایی است. که جرم مولی آن ۲۱۶٫۳۱۹ g/mol می‌باشد.